# Georgsgatans simhall

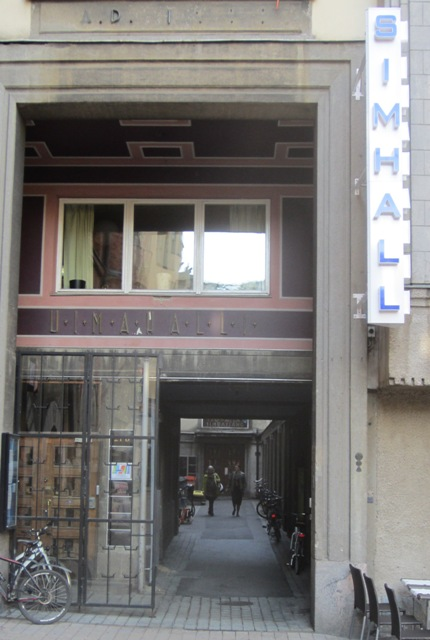
Georgsgatans simhall yttre porten

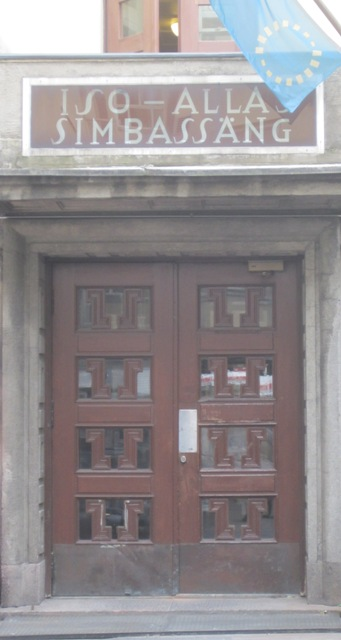
Georgsgatans simhall inre porten

Georgsgatans simhall är en simhall på Georgsgatan i stadsdelen Kampen i Helsingfors. Simhallen är den äldsta simhallen i Finland. Den invigdes den 4 juni 1928 och under decennier var den Finlands enda simhall i allmänt bruk. Simhallen har varit i Helsingfors stads ägo sedan 1967.
Simhallsbyggnaden har ritats av arkitekten Väinö Vähäkallio. Byggnaden representerar 1920-talets klassicism och har bevarat sitt ursprungliga utseende. En grundrenovering genomfördes åren 1997–1999.
Förutom sin arkitektur är Georgsgatans simhall också känd för att fram till 2001 var det obligatoriskt att simma naken i simhallen. Numera är det tillåtet att använda baddräkt. Badtiderna i simhallen är uppdelade i separata dagar och turer för damer och för herrar.

## Källhänvisningar
1. 1 2 3  "Georgsgatan simhall". Arkiverad 10 januari 2017 hämtat från the Wayback Machine. Hel.fi. Läst 9 januari 2016.
2. ↑  "Georgsgatans simhall firar med gratisbad". Yle.fi, 2008-09-02. Läst 4 september 2014.
3. ↑  Länk till badets hemsida Arkiverad 20 oktober 2019 hämtat från the Wayback Machine. Läst 20 oktober 2019.